# Liste der Kulturdenkmäler in Westerburg
In der Liste der Kulturdenkmäler in Westerburg sind alle Kulturdenkmäler der rheinland-pfälzischen Stadt Westerburg einschließlich des Stadtteils Sainscheid  aufgeführt. Grundlage ist die Denkmalliste des Landes Rheinland-Pfalz (Stand: 21. Dezember 2021).

## Denkmalzonen
| Bezeichnung                    | Lage                                                                              | Baujahr                     | Beschreibung | Bild                           |
| ------------------------------ | --------------------------------------------------------------------------------- | --------------------------- | --- | ------------------------------ |
| Denkmalzone Schloss Westerburg | Westerburg, Graf-Konrad-Straße 5, 6, Kirchgasse 36, Schlossberg, Schlossheck Lage | Anfang des 13. Jahrhunderts | Burg der Vögte von Gemünden zu Beginn des 13. Jahrhunderts errichtet, Um- und Erweiterungsbauten im 15. und 18. Jahrhundert (drei- bis viergeschossige hufeisenförmige barocke Anlage, spätromanische und gotische Räume, ehemalige Burgkapelle); zugehörig die Wohnhäusern Graf-Konrad-Straße 5 mit Ringmauerturm, Graf-Konrad-Straße 6, Kirchgasse 36, Schlosspark | weitere Bilder Fotos hochladen |
| Denkmalzone Jüdischer Friedhof | Westerburg, nordöstlich der Stadt beim Schweitzer Hof Lage                        | 1864                        | 62 Grabsteine, der älteste von 1864 | weitere Bilder Fotos hochladen |

## Einzeldenkmäler
| Bezeichnung                                      | Lage                                                              | Baujahr                                       | Beschreibung | Bild                           |
| ------------------------------------------------ | ----------------------------------------------------------------- | --------------------------------------------- | --- | ------------------------------ |
| Hülsbachtalbrücke                                | Westerburg, An der Talbrücke, Brückenstraße Lage                  | 1906                                          | Eisenbahnbrücke der Westerwaldquerbahn, Stahlgitterkonstruktion, 1906                                                                       | weitere Bilder Fotos hochladen |
| Wohnhaus                                         | Westerburg, Gemündener Tor 3b Lage                                | 1607                                          | angeblich ehemaliges Burgmannenhaus; Fachwerk auf massivem Sockel, 1607, 1741 erweitert                                                     | weitere Bilder Fotos hochladen |
| Wohnhaus                                         | Westerburg, Kirchgasse 5 Lage                                     |                                               | Fachwerkhaus, teilweise massiv | Fotos hochladen                |
| Wohnhaus                                         | Westerburg, Kirchgasse 25 Lage                                    | um 1800                                       | Fachwerkhaus, teilweise massiv, verputzt, Mansarddach, um 1800                                                                              | Fotos hochladen                |
| Wohnhaus                                         | Westerburg, Kirchgasse 27/29 Lage                                 | Mitte oder zweite Hälfte des 18. Jahrhunderts | Doppelwohnhaus, teilweise mit Zierfachwerk, Mitte oder zweite Hälfte des 18. Jahrhunderts                                                   | Fotos hochladen                |
| Vasallenhaus                                     | Westerburg, Kirchgasse 36 Lage                                    |                                               | Dreiflügelanlage, Basalt, teilweise mit Fachwerk; Teil der Gesamtanlage Schloss Westerburg                                                  | Fotos hochladen                |
| Evangelische Schlosskirche                       | Westerburg, Kleine Kirchgasse 5 Lage                              | 1516                                          | dreischiffige Hallenkirche, begonnen 1516                                                                                                   | weitere Bilder Fotos hochladen |
| Spritzenhaus                                     | Westerburg, Langgasse 5 Lage                                      | 1820                                          | eingeschossiger Walmdachbau, angeblich von 1820                                                                                             | weitere Bilder Fotos hochladen |
| Wohnhaus                                         | Westerburg, Neustraße 34/36 Lage                                  | um 1910/20                                    | Doppelwohnhaus; eingeschossiger Mansarddachbau, um 1910/20                                                                                  | Fotos hochladen                |
| Rathaus                                          | Westerburg, Neustraße 40 Lage                                     | 1844                                          | ehemalige Schule; Walmdachbau, Basalt, 1844                                                                                                 | Fotos hochladen                |
| Wohnhaus                                         | Westerburg, Schaumgasse 2 Lage                                    |                                               | Fachwerkhaus, teilweise verkleidet | BW                             |
| Villa                                            | Westerburg, Wilhelmstraße 28 Lage                                 | um 1900/05                                    | ehemalige Landratsvilla, um 1900/05 | Fotos hochladen                |
| Katholische Wallfahrtskirche Unserer Lieben Frau | Westerburg, nördlich der Stadt am Reichenstein (Marienweg 6) Lage | 1898/99                                       | neugotischer Bau nach 1491 vollendetem Vorbild, 1898/99; eineinhalbgeschossiges ehemaliges Pfarrhaus (Marienweg 2), Basalt, bezeichnet 1899 | weitere Bilder Fotos hochladen |
| Quereinhaus                                      | Sainscheid, Hauptstraße 22 Lage                                   | erste Hälfte des 18. Jahrhunderts             | Fachwerk-Quereinhaus, teilweise massiv, erste Hälfte des 18. Jahrhunderts                                                                   | Fotos hochladen                |
| Hofanlage                                        | Sainscheid, Wiesenweg 6 Lage                                      |                                               | Fachwerk-Streckhof, teilweise massiv | Fotos hochladen                |